# Teemu Tamminen
Teemu Tamminen (* 27. August 1987 in Riihimäki) ist ein finnischer Handballspieler, der zumeist auf Linksaußen eingesetzt wird. In den Jahren 2015 und 2016 wurde er in Finnland zum Handballspieler des Jahres gewählt.

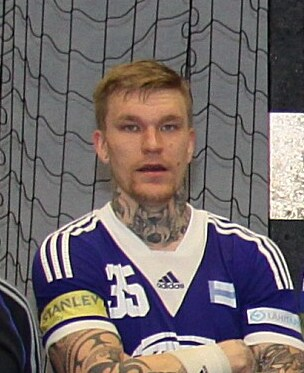
Teemu Tamminen (2017)

Der 1,91 m große und 87 kg schwere Rechtshänder spielt seit Beginn seiner Karriere für den finnischen Verein Riihimäki Cocks, mit dem er 2007, 2008, 2009, 2010, 2013, 2014, 2015, 2016, 2017, 2018, 2019, 2021 und 2025 die Meisterschaft sowie 2007, 2008, 2010, 2011, 2013, 2015, 2016, 2017, 2018 und 2023 den Pokal gewann. Mit seinem Team nimmt er auch an der Baltic Handball League teil, in der er 2012/13 Vize-Meister wurde sowie 2010/11 und 2013/14 das Final Four erreichte. International kam er im EHF Challenge Cup 2006/07 in die dritte Runde, im EHF-Europapokal der Pokalsieger 2007/08 in die erste Runde, im EHF-Europapokal der Pokalsieger 2008/09 in die erste Qualifikationsrunde und im EHF Challenge Cup 2013/14 ins Viertelfinale. Dort unterlag er nach einem 23:17-Heimsieg noch bei Metaloplastika Šabac mit 19:26 und schied aus. Dennoch wurde Tamminen in diesem Wettbewerb mit 52 Treffern Torschützenkönig. Zur Saison 2013/14 wollte der deutsche Bundesligist HSG Wetzlar ihn verpflichten. Der Wechsel kam durch die Ablöseforderung seines Vereines nicht zustande.
Teemu Tamminen stand im Aufgebot der finnischen Nationalmannschaft, so für die Qualifikationsgruppe mit Deutschland, Spanien und Österreich zur Europameisterschaft 2016. Zwischen 2007 und 2021 bestritt er 94 Länderspiele, in denen er 433 Tore erzielte.